# 今津パーキングエリア

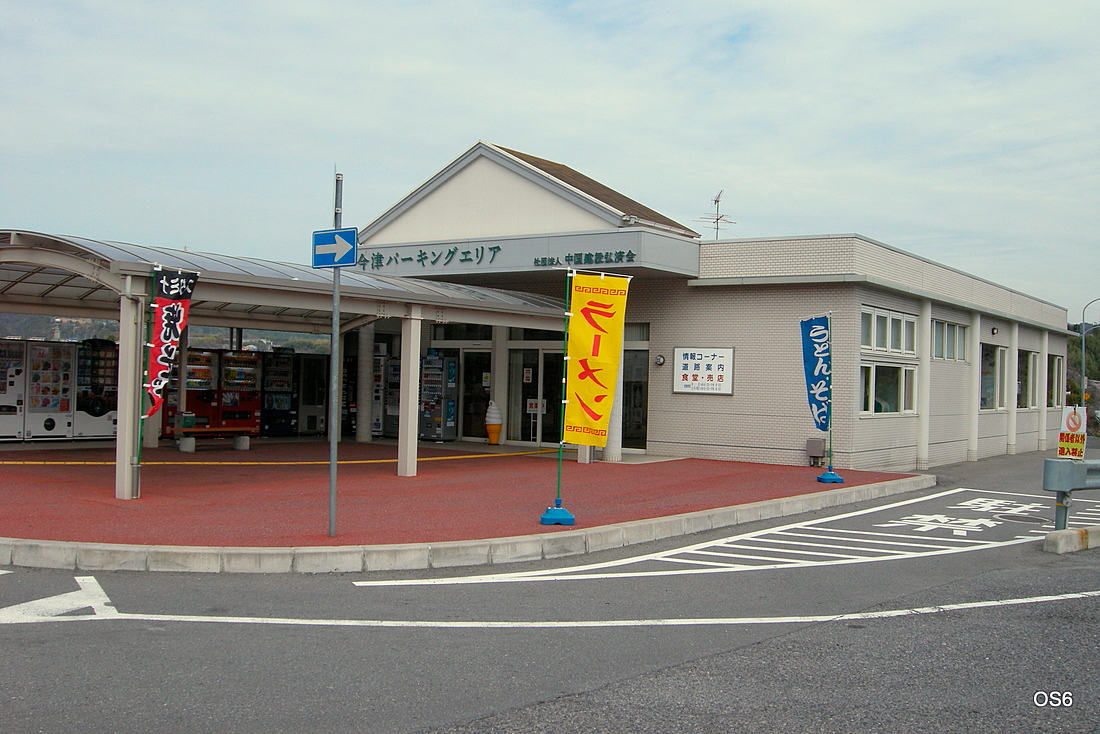

今津パーキングエリア（いまづパーキングエリア）は、広島県福山市今津町にある松永道路（国道2号バイパス）のパーキングエリア。上り線（岡山方面）のみのパーキングエリアである。

## 道路
- 松永道路（国道2号バイパス）

## 施設

### 上り線（神村、福山市街、岡山方面）
- 駐車場
  - 大型 25台
  - 小型 27台
  - 障害者専用 2台
- トイレ
  - 男 大3、小5
  - 女 6
  - 障害者専用 1
- 食堂（平日8:00 - 20:00、土日祝日9:00 - 17:00）
- 情報コーナー（平日8:00 - 20:00、土日祝日9:00 - 17:00）
- 公衆電話

## 隣
松永道路
西藤IC - 福山西IC - 今津ランプ/今津PA - 羽原ランプ - 神村ランプ